# Scheich Bedreddin
|  | Dieser Artikel wurde aufgrund von inhaltlichen Mängeln auf der Qualitätssicherungsseite des Projektes Türkei eingetragen. Hilf mit, die Qualität dieses Artikels auf ein akzeptables Niveau zu bringen, und beteilige dich an der Diskussion! |

Scheich Bedreddin (osmanisch شيخ بدر الدين بن قاضى سماونا İA Şeyḫ Bedreddīn bin Ḳāḍı Simavna; türkisch Şeyh Bedreddin;) (* 3. Dezember 1358, Simavna, Edirne; † 18. Dezember 1420 in Serez), war ein bedeutender osmanischer Rechtsgelehrter, Sufi und Rebell. Er ist eine umstrittene Figur der osmanischen Geschichte. Er wurde 1420 zum Tode verurteilt und gehängt.

## Seine Familie
Bedreddin wurde um 1359 als Sohn des Qādī von Simavna, Ghâzi Isra’il, geboren. Seiner Menâkibnâme zufolge, einer von seinem Enkel Halil verfassten und zur Gattung der oftmals religiös übersteigerten Hagiographien gehörenden Schrift, war der Großvater Bedreddins, ‘Abd al´Aziz, ein Neffe des ‘Alâ-eddin Kaiqobad III. (gest. 1307), des letzten regierenden Seldschukensultans in Konya. Auch der Chronist Taşköprülüzâde spricht von der Zugehörigkeit des Vaters Bedreddins zur seldschukischen Herrscherfamilie von Konya. Die Angaben über die Zugehörigkeit zur seldschukischen Herrscherfamilie dürften sich aus Taşköprülüzâdes Geschichtswerk Sakaik-i Nu‘maniye ableiten, das in dem Vater Bedreddins einen Bruder Alaâddin Seldschukis sieht. Diese Angaben lassen sich jedoch nach Aussage S. Yaltkayas in den Stammverzeichnissen der Herrscherfamilien nicht nachweisen.
Die sehr frühe Anwesenheit des Großvaters und Vaters Bedreddins in Rumelien und ihre Bezeichnung als Ghāzī macht ihre Zugehörigkeit zu den ersten Ghâzitruppen sehr wahrscheinlich, die 1354 unter der Leitung des osmanischen Thronfolgers Süleyman Paschas (gest. 1360) nach Europa übersetzten und zu Plünderungen und Eroberungen aufbrachen. In der Zeit der Plünderungs- und Eroberungszüge der Osmanen auf dem europäischen Kontinent diente der Vater Bedreddins als Krieger, Festungskommandant und Richter von Simavne in Rumelien (westlich von Adrianopel). Bedreddin benutzte selbst den Titel „Sohn des Richters von Simavne“ als Namenszusatz.
Wie später der Sohn, scheint auch der Vater zunächst den Berufsweg des Gelehrten eingeschlagen zu haben, bevor er mit seinem Großvater an den Eroberungszügen in Europa teilnahm. Seine Studien des Rechts, die er in der Stadt Konya begonnen haben soll, sollen ihn nach Angaben des Chronisten Ibn Arabschâh nach Turkestan und in die Stadt Samarqand geführt haben. Nach der Rückkehr ins Land Rum, fand sich der Vater in den Reihen der osmanischen Truppen, die im Hinterland von Byzanz operierten. Mit seinen Truppen eroberte Ghâzi Isra’il die Festung Simavne. Die Familie des byzantinischen Festungskommandanten (Tekfur) wurde dabei gefangen genommen. Ghâzi Isra’il fiel der Besitz der Burg zu. Er verteilte alle Beute an seine Leute und nahm sich die Tochter des Festungskommandanten zur Frau. Sie erhielt den Namen Melek (Engel). Die christliche Kirche der Burg richtete er sich als Wohnung ein. Hier wurde dann auch 1358 Mahmûd (Bedreddin) geboren (Mânakibnâme: S. 9–13).
Ghâzi Isra´il übernahm in Simavne das Amt eines Befehlshabers, Landvogts und Richters (Qādī). Es ist unklar, ob er wirklich Qādī wurde oder, wie es R. Çamuroğlu vertrat, es sich hierbei nur um eine Falschdeutung aufgrund der Ähnlichkeiten in der Schreibweise von „Ghâzi“ und „Qādī“ handelt. Ghâzi Isra’il war weiterhin an Eroberungs- und Plünderungszügen beteiligt. Mit 300 Mann nahm er an der Eroberung Adrianopels (heute Edirne, Türkei) teil und siedelte anschließend mit seiner Familie dorthin über.

## Leben

### Erste Lebensjahre
Nach den Angaben der osmanischen Chronisten wurde Bedreddin zunächst vom Vater unterrichtet, bis er Schüler eines gewissen Sahidi wurde. Von seinem späteren Lehrer Mevlana Yusuf lernte er vor allem Sprachen. Zu den Lehrern Bedreddins gehörte Mahmud Efendi, ein angesehener islamischer Theologe, der Qādī von Bursa und Leiter der dortigen islamischen Lehranstalt (Madrasa). Dieser hielt sich nach einer Pilgerfahrt mit seinem Sohn Musa Tschelebi für kurze Zeit in Edirne auf. Er unterrichtete Bedreddin in den Fächern Mathematik, Astronomie und Buchstabenkunde (-deutung).
Musa (st. 1414/1415), der Sohn Mahmud Efendis, wurde zu einem engen Studienfreund Bedreddins. Musa sollte später von Schāh Ruch, einem Sohn des Mongolenherrschers Timur, nach Samarqand gerufen werden. Er machte sich dort als Kaadizâde-i Rumî einen Namen als Astronom. Musa war später auch Lehrer des an Astrologie interessierten Fürsten Ulugh Beg und arbeitete mit Giyâseddin Cemsid (Ġīyāṯ ad-Din Ǧamšīd ibn Masʿūd al-Kāšī) zusammen. Da Bedreddin seine Studien unbedingt fortsetzen wollte, folgte er Mahmud Efendi nach Bursa, begleitet von Müeyyid, dem Sohn seines Onkels Abdülmümin. Bedreddin, Müeyyid und Musa studierten hier gemeinsam an der Madrasa von Kapicilar hauptsächlich Theologie (kelâm) und Methodik.
Nach ungesicherten Quellen verließ Bedreddin 1382 die Stadt Bursa. Er ging nach Konya zur Lehranstalt eines gewissen Feyzullah. Nach den Angaben des Chronisten Taşköprülüzâde handelte es sich bei diesem um einen Schüler des berühmten Fadlullah, dem Gründervater der Hurufîbewegung. Bei Feyzullah studierte er insbesondere die Fachrichtungen Logik und Astronomie. Da Feyzullah jedoch sehr bald verstarb, musste das Studium unterbrochen werden.

### Studium in Kairo
Bedreddin und sein Cousin Müeyyid bin Abdülmümin studierten in Jerusalem bei hohen Rechtsgelehrten und lebten in den Räumen der al-Aqsa-Moschee. Sie lernten den Händler Ali Kasmiri kennen, der ihnen eine Wohnung und ausreichend Essen bereitstellte und sie mit bekannten Gelehrten zusammenbrachte. Mit Unterstützung von Ali Kasmiri kamen sie um 1395 über Jerusalem nach Kairo. In Kairo lebten Bedreddin und Müeyyid mit finanzieller Unterstützung von Kasmiri und konnten ihre Studien fortführen. Als folgenreich für seinen späteren Lebensweg erwies sich die Bekanntschaft mit dem Lehrer für Logik Mübarek Schah, zu dessen Schülern auch der bekannte ʿAlī ibn Muhammad al-Dschurdschānī (Mīr as-Sayyid aš-Šarīf Zain ad-Dīn ʿAlī ibn Muḥammad al-Ḥusainī al-Ǧurǧānī) gehörte. Er lernte auch Dschelaleddin Hizir kennen, der sich später als Aydinli Hadschi Pascha einen Namen machen sollte und auch eine Zeit lang als Chefarzt der Kairoer Klinik tätig war. Unter seinen Studienfreunden befanden sich auch der Dichter Ahmedî und Semseddin Fenarî (Šams ad-Dīn Muḥammad al-Fanārī). Bedreddin, Seyyit Serif Dschurdschanî und Dschelaleddin Hizir studierten eine Zeit lang gemeinsam beim Gelehrten Scheich Ekmeleddin (Akmal ad-Dīn Muḥammad ibn Muḥammad ibn Maḥmud al-Bābartī).
Bedreddin hatte sich in Kairo als Gelehrter bald einen Namen gemacht und wurde ca. 1389–1390 vom ägyptischen Mamelucken-Sultan Barquq als Erzieher für den Prinzen Faradsch an den Hof gerufen. Diese Tätigkeit übte er zwei oder drei Jahre lang aus. Die Bekanntschaft mit Scheich Husain al-Achlātī, dem Scheich einer Tekke, brachte ihn zum Sufismus. Al-Achlātī und Bedreddin wurden vom ägyptischen Sultan mit Sklavinnen beschenkt. Es waren zwei abessinischen Schwestern namens Maria und Gâzîbe. Aus der Verbindung Bedreddins mit Gâzîbe wurde 1390 Ismail (der Vater des Verfassers des Mânakibnâme) geboren (Mânakibnâme: S. 30–33) geboren.
Aufgrund einer Lebenskrise wurde Bedreddin ein Murīd Scheich al-Achlātīs. Die Gründe, die Bedreddin in die Krise führten, sind nicht mehr nachvollziehbar. Das prunkvolle Gewand jedenfalls, das er sonst immer trug, legte er ab und zog sich härene Kleidung an. Alles, was er besaß, verteilte er unter den Armen. Dann packte er seine Bücher, brachte sie an den Nil, wo er sie versenkte. Die Trennung von Büchern ist wohl eher symbolisch zu verstehen, als ein Zeichen für den Beginn des Lebens als Sufi. Nach dem Tod Scheich al-Achlātīs wurde Bedreddin zu seinem Nachfolger, zum Scheich des Ordens, gewählt. Auf dieses Amt geht sein Titel Scheich zurück.

### Rückkehr ins Osmanische Reich und Verwicklung in Aufstand
Gerade sechs Monate im Amt begab sich Bedreddin, der während seines Aufenthalts im Nahen Osten den Titel Bedreddin-i Rumî trug, auf die Rückreise nach seiner Heimatstadt Edirne. Die osmanische Armee hatte in der Schlacht bei Ankara gegen den Mongolenführer Timur eine schwere Niederlage erlitten, der Sultan Yıldırım Beyazid war in Gefangenschaft geraten, das Reich der Osmanen wieder zerstückelt. Auf der Rückreise soll Bedreddin auch Timur, dem Mongolenherrscher, begegnet sein. In der Stadt Kütahya lernte er wohl auch Torlak Hû Kemal kennen, einen Aufständischen. Im Jahre 1407 oder 1408 starb seine Frau Gâzîbe in Edirne. 1411 wurde er zum Kadiasker (Heeresrichter) unter dem Sultanssohn Musa Çelebi, der während des osmanischen Interregnums im europäischen Teil die Macht erobert und sich zum Sultan der Osmanen ausgerufen hatte.
Als infolge der Thronkämpfe Musa von seinem Bruder Mehmed Çelebi geschlagen und getötet wurde, begann 1413 für Bedreddin eine Zeit der Verbannung. Ungeklärt ist, ob er sich im Hausarrest befand, gefangengesetzt oder aber mit einer Rente befriedigt und aus der Politik gedrängt wurde. 1416 floh Bedreddin aus dem Ort seiner Verbannung in Richtung Walachei, gelangte nach Silistre und tauchte, während die Aufstände unter der Führung seines Schülers Börklüce Mustafas in Westanatolien tobten, in Deliorman auf, vermutlich um den Aufstand neue Kräfte zuzuführen und ihn auf den Balkan auszuweiten. Als Mehmed Çelebi, nach der Erringung der Alleinherrschaft Sultan Mehmed I., merkte, dass sich viele seiner Gegner um Bedreddin scharten, ließ er ihn bald festnehmen und 1420 in Serez auf dem Marktplatz nackt ausgezogen öffentlich hinrichten. Bedreddin hatte bereits das Alter von 60 Jahren überschritten.

### Hinrichtung
Nach Angaben des Mânakibnâme wurde Bedreddin, weil für ein Todesurteil nach islamischem Recht keine Handhabe gefunden werden konnte, nach dem „örf“-Verfahren (arab. ʿurf: juristische Beurteilung basierend auf dem Gewohnheitsrecht), also nach der Tradition abgeurteilt. „Es ist beachtenswert, dass überhaupt eine Verhandlung stattgefunden, ein Fatwa eingeholt, aber auch, dass sein Eigentum unberührt blieb“, kommentiert A. Mumcu in seinem Buch Osmanlı Devletinde Siyasetten Katl (Hinrichtungen aus politischen Gründen bei den Osmanen) die Aburteilung Bedreddins. Sicher überliefert ist das Todesurteil: „Sein Blut ist legitim, sein Besitz ist unrein.“, sprich: Sein Leben darf ihm genommen, sein Besitz aber nicht angerührt werden. Sein mystisch-philosophisches Hauptwerk Vâridat blieb jahrhundertelang verboten, der Besitz dieses Werkes wurde vielfach mit dem Tode geahndet.
Bei der Verurteilung Bedreddins treffen wohl zwei Gründe zusammen. Zum einen war er in die Erhebungen gegen die osmanische Krone involviert. Zumindest stellte er eine Gefahr für den Sultan dar. Andererseits handelte es sich bei ihm um einen hohen Gelehrten seiner Zeit, zugleich um einen geistlichen Würdenträger, der eines der diesbezüglichen höchsten Ämter bekleidet hatte. Er war jedoch auch weiterhin ein einflussreicher und im Volke sehr beliebter Mystiker und Ordensführer, dessen unorthodoxe Vorstellungen bekannt waren. Daher erscheinen die Versuche, aus dem Fatwa alleine abzuleiten, er sei an den Aufständen selbst nicht beteiligt, weit hergeholt. Angesichts der Tatsache, dass seine rechtswissenschaftlichen Werke eine sehr lange Zeit noch Verwendung fanden, können es nicht diese gewesen sein, die die orthodoxen Kräfte zum Handeln veranlassten, sondern eher seine in Vâridat dargelegten Vorstellungen, die die Grundannahmen der islamischen Religion betreffen.

## Werke
Eine Liste der Werke Bedreddins enthält das Mânakibnâme des Halil und die Chroniken des Taşköprülüzâde. Diese sind: 1. Ukudü´l-cevâhir, 2. Latâif-ül Işârât, 3. Ǧāmiʿ ul-fuṣūlain (gedruckt in Bulaq 1301h), 4. Teshil, 5. Nûrü´l kulûb tefsiri und 6. Vâridat. Trotz der Fülle der Literatur über Bedreddin, der vielen Monographien und der kaum mehr zu überblickenden kleineren Arbeiten und Würdigungen liegt bis heute keine geschlossene Aufarbeitung der Werke und somit auch der religiösen Ansichten Bedreddins vor. Seine Anhänger waren, zumindest nach den offiziellen Fatwas orthodoxer Gelehrter und Religionsoberhäupter (Scheich-ül-islam), Ungläubige und Unruhestifter, die verfolgt wurden. Die Bedreddinforschung begann erst in den 1920er-Jahren, zunächst mit Franz Babinger, Ş. Yaltkaya, A. Gölpınarlı und Mehmet Fuat Köprülü. Ein unvollendeter Kommentar (şerh) von Muhammed Nur zum Werk Vâridat war nur wenigen zugänglich.

### Juristische Beiträge
Die umfangreichsten Arbeiten Bedreddins betreffen das Gebiet der Rechtsprechung. In Camul ´ul fusû´leyn (Ǧāmiʿ ul-fuṣūlain), einem breit angelegten Werk in arabischer Sprache, das in seiner Zeit als Heeresrichter im Dienste von Musa Tschelebi (1413) innerhalb von zehn Monaten verfasst wurde und vermutlich für die Hand des Richters bestimmt war, begründet er seine Auffassung von der Unabhängigkeit des einzelnen Richters gegenüber der Tradition und der weltlichen Macht (den Herrscher eingeschlossen). Er erklärt darin eine Urteilsfindung, die nicht auf der eigenen Überzeugung des Richters gründet, sondern aufgrund der Überzeugung einer anderen Person zustande gekommen ist, als verwerflich und sündhaft. Er bestärkt den Richter, auch beim Heranziehen traditioneller Urteile, die veränderten Rahmenbedingungen in die Urteilsfindung einzubeziehen. Der Versuch Bedreddins, eine Zweiteilung der Macht durch die Stärkung der Autonomie des Rechts zu erreichen, findet sich erst wieder fortgesetzt mit der Mecelle (Mecelle-i Ahkâm-i adliye), dem Zivilgesetzbuch des osmanischen Reiches aus der zweiten Hälfte des 19. Jahrhunderts.
Weil Bedreddin sich nicht mit der Zusammenstellung bestehender Urteile begnügte, sondern nach Grundsätzen für die Urteilsfindung suchte, gehört er für N. Kurdakul zu den bedeutendsten osmanisch-türkischen Juristen. Bis in die Mitte des 16. Jahrhunderts hinein wurden zahlreiche Abschriften seiner Werke hergestellt. Besonders oft wurden die Werke Camul’ ul fusu’leyn und Teshil, die beide jeweils etwa tausend Seiten umfassen, abgeschrieben. Es liegen noch mindestens zehn undatierte Abschriften dieser Werke vor. Während von den juristischen Werken in unregelmäßigen Abständen neue Abschriften angefertigt wurden, wurde das im Vergleich bescheiden anmutende Büchlein Vâridat von seinen Anhängern sorgsam verborgen gehalten, der Besitz von der orthodoxen Geistlichkeit unter Strafe gestellt.
Bei dem verschollenen Werk Teshil, das er 1415 beendete, handelte es nach den Angaben Bedreddins um einen Kommentar zum eigenen Rechtswerk Latâif-ül Işârât, in dem er sich mit der juristischen Wissenschaft auseinandergesetzt habe. Über die Entstehungsgeschichte des Teshil schreibt er:
„Ich, der als Sohn des Richters von Simavne bekannte Mahmud, Sohn Isra´ils, ein schwaches Geschöpf Gottes: Er soll ihn von den Händen der Unterdrücker und ihrer Helfer retten, seine Schande bedecken und Trauer und Unglück von ihm abwenden und entfernen. Gott ermöglichte mir, mein juristisches Werk mit dem Titel Latâif ül-işârât fertigzustellen (…) Dem Leser fiel es schwer, dieses Werk zu verstehen. Um das Verständnis der Gründe, die zum Verfassen Anlass waren, zu erleichtern, darin enthaltene und schwer verständliche geheime Bedeutungen zu klären und die diesbezüglich festgestellten Stellen abzuarbeiten, aber auch um eine negative Aufnahme meines Buches zu verhindern, habe ich ohne Zögern mit ihrer Erklärung und Interpretation begonnen (…) Dabei habe ich an die Tausend feine und kleine juristische Angelegenheiten mitgeteilt. Die Bemerkungen, die ich mit Ekval betitelt habe, stammen, falls keine anderen Hinweise vermerkt sind, von mir (…) und sind keine Wiedergabe von Erzählungen oder nur auswendig Gelerntes“.

### Vâridat
In seinem religiös-philosophischen Werk Vâridat konzentriert sich Bedreddin auf die urreligiösen Themen Erschaffung, Universum, das Verhältnis Gott-Mensch, Engel, Träume, Glaubensvorschriften, Tod und Jenseits. Vâridat ist ein Wort arabischer Herkunft und hat die Bedeutungen „Erinnertes“, „das an das Innere Scheinende“, „Einsichten“. Vâridat ließe sich ohne Probleme auch als „Offenbarungen“ wiedergeben. Vâridat ist eine Schriftgattung, die sich ausschließlich mit religiösen Fragen im sufistischen Sinne befasst und eine Art sufistischen Katechismus darstellt. Yaltkaya schreibt über den Typus des Vâridat: „Genauso wie Politiker ihre Memoiren schreiben, tragen sie [Anm.: die Sufis] diese Inspirationen unter den Namen Vâridat oder Vâkiat zusammen.“

#### Formale Aspekte
Das Vâridat Bedreddins lässt keine klare Gliederung erkennen. Als roter Faden zieht sich die Darlegung eines inneren Sinnes bzw. der tieferen Bedeutung religiöser Begriffe aus den heiligen Schriften. Vâridat ist tatsächlich ein Konglomerat heterodoxer Vorstellungen und Gedankengänge, die mit diversen Bezügen auf allgemeingebräuchliche religiöse Floskeln, Hinweise auf die Worte des Propheten, und religiöse Texte verdeckt gehalten sind. Dabei mischen sich verschiedene literarische Elemente: Exempel, Sprichwörter, Zitate, Gebete. Es gibt Vermutungen, wonach es sich bei dieser Arbeit um eine nachträgliche Zusammenstellung seiner Vorträge handelt, die vermutlich durch seine Schüler zusammengetragen wurden.
Im Vâridat stellt Bedreddin Elemente orthodoxer wie auch sufistisch-heterodoxer Anschauung meistens unvermittelt nebeneinander. Seine Argumente bedienen sich in den meisten Fällen des Koran. Wo er seine Thesen nicht mit einem Beleg aus den heiligen Büchern absichern kann und er mit seiner Ansicht in einen offenen Widerspruch mit der sunnitisch-orthodoxen Betrachtung zu geraten droht, weicht er unter Verweis auf den „wissenden Sufi“ aus. Dieser sei gezwungen, dem Volke seine Botschaft nur in einer verständlichen und zugleich auch verschleierten Form zu erklären.
Die vorliegenden türkischsprachigen Übersetzungen des Vâridat sind sehr unterschiedlich in Gliederung und Begrifflichkeit. Zudem machen sie keine gesicherten Angaben über ihre Quellen. Es wäre daher oft angebrachter, von diesen Übersetzungen als kommentierte Wiedergaben zu sprechen.

#### Hauptthesen
Die Vorstellungen, die Bedreddin in seinem Werk Vâridat darlegt, heben sich zwar nur in wenigen Positionen von den üblichen Arbeiten im Rahmen der islamischen Mystik ab, doch diese wenigen betreffen die Kernfragen des islamischen Weltbildes. Sie lassen sich anhand seiner Ausführungen im Vâridat als Thesen formulieren:
1. Der Prophet ist notwendigerweise ein Didakt.
2. Das Jenseits und die Auferstehung sind als Symbole aufzufassen. Sie sind keine Wahrheiten im naturalistischen Sinne.
3. Die beiden Welten, das Diesseits und das Jenseits, sind zeitgleich. Es handelt sich bei diesen um parallele Welten.
4. Die Begriffe Hölle, Paradies, Sünde und Wohltat haben lediglich eine symbolische Bedeutung.
5. Es gibt keine Wieder-Auferstehung ehemals toter Körper.
6. Der Sinn einer Handlung ist immer der Form vorzuziehen.
7. Am Ende des Pfades der Erkenntnis steht der wissende Mensch. Dieser ist der von den Formen und Formalien der Welt befreite Idealmensch (Insan-i kamil).

#### Rezeption
Ş. Yaltkaya beurteilt die Vâridat Bedreddins als sehr hastig verfasst. Er schreibt: „In diesem Buch, das für viel Unruhe gesorgt hat, gibt es keine einzige Originalität. Bedreddin hat in seinem Buch keinen einzigen neuen Gedanken formuliert.“ Hans-Joachim Kißling schließt sich dieser Meinung an. Ş. Yaltkaya ist hingegen folgender Ansicht: „Weil Bedreddin diese Gedanken zum ersten Mal in die Welt des Tasavvuf brachte, wurde er abgeurteilt“. Das Werk Vâridat polarisierte seine Leser stark. So schrieb Nureddin Zâde Muslihüddin Mustafa (gestorben 1573), ein Anhänger des Balî aus Sofia: „Die von Bedreddin stammende und als „Vâridat“ bekannte Abhandlung ist eine Probe für den Menschen. Man kann es nur ablehnen oder anerkennen. Ein Teil des Volkes ist der Abweichung heimgefallen und hat diejenigen, die ihnen folgten vom rechten Weg abgebracht. Ein Teil hat geschwiegen, weil es die Stützen des Islam nicht kannte, ja selbst von diesen [Schweigenden] glaubte ein Teil, dass auch die Weisen wie Seyh-i Ekber [= Ibn Arabî] von seinem [Bedreddins] Glauben sei. Gott behüte, können sich Tiere zu Engeln gesellen?“ Yavsî Muhammed Muhiyiddîn Imâdi (gestorben 1516), der Vater des berühmten Scheich-ül-islam Kanunî Sultan Süleymans, Ebussuûd Efendi, lobt das Werk Vâridat in höchsten Tönen. Die Diskussion über das Werk wurde über viele Jahrhunderte hinweg sehr polemisierend weitergeführt.

## Lehren

### Das Dilemma der Propheten
Die Propheten sind für Bedreddin zweifelsohne Abgesandte Gottes. Sie müssen sich jedoch bei der Verkündung göttlicher Wahrheit der Vielfalt in der menschlichen Verstehenskraft anpassen, um überhaupt verstanden zu werden. Eine Konsequenz dieser These Bedreddins ist, dass die heiligen Schriften somit auf die Stufe des menschlichen Verstandes geholt werden und somit die Unzulänglichkeiten des Menschen gegenüber Gott teilen. Wenn das geschriebene oder überlieferte Wort der Propheten das Resultat einer pädagogischen Reduktion widerspiegelt, sind sie nicht mehr wörtlich zu befolgen, sondern stets nach ihrem Sinn zu befragen.
Bedreddin vertritt die These, dass jeder Mensch nur im Maße seiner Erkenntnisfähigkeit begreifen könne. Daher sei der einfache Mensch deshalb auf Bilder und Gleichnisse angewiesen. Die Propheten vergleicht Bedreddin in einem Gleichnis mit Eltern. Um ihre Kinder zum Guten zu leiten, erschrecken sie sie mit unwirklichen Dingen oder ermuntern sie mit unmöglichen Erwartungen. Er weist damit auf ein Paradoxon hin. Der Prophet befindet sich hier in dem Dilemma des Aufklärers, dessen Wahrheit von der Zielgruppe nicht verstanden wird. Er muss daher seine Wahrheit pädagogisch darbieten und schafft dadurch gezwungenermaßen Bilder, die, zum Selbstzweck geworden, die Menschen irreführen.
Für Bedreddin sind die Worte der Propheten und gereinigter Menschen wahr, viele Menschen deuteten diese nur falsch. Die heiligen Bücher stellen für ihn keineswegs den besten Weg dar, zu einem Verständnis der göttlichen Wahrheit zu kommen. Glaubst du, dass du mit dieser verwirrten Seele Gott und die Propheten kennst und mit Lesen der Bücher auch ihre Bedeutung verstanden hast?, fragt er und führt fort: Solange du dich mit dem Unterricht beschäftigst, entfernst du dich vom Verständnis der Wahrheit.

### Religiöse Pflichten
Bei religiösen Pflichten fragt Bedreddin nach dem inneren Sinn. Dieser sei entscheidend, nicht die Form. Das Gebet wird erst sinnvoll, wenn sich durch ihn Seelen dem Wahren nähern. Die äußere Form eines Gebetes ist lediglich von sekundärer Bedeutung. Alle Gebete und Fürsprachen [auch Bittgaben: d. Verf.] sind nur Mittel, die Moral zu verbessern und das Innere [auch das Selbst: d. Verf.] zu reinigen. Es gibt keine festgelegte Zeit, Begrenzung oder Bedingung des Gebetes. In welcher Form es auch ausgeführt wird, es entspricht dem Willen Gottes. Ziel und Zweck des Gebets sei es die Seelen von ihrer vergänglichen Existenz zu lösen und sich dem höchsten Wesen, das keinen Anfang hat, zuzuwenden. So ist es für ihn folgerichtig, wenn er in Vâridat auch den von heterodoxen Gruppierungen bevorzugten und von der Orthodoxie schwer verfolgten Gebetstanz (semâh) in Schutz nimmt. Wenn Menschen, deren Wesen rein ist, einen schönen Ton hören, wenden sich ihre Seelen zu Gott. Ihr Inneres entleert sich von den diesseitigen Sorgen und wird erfüllt von der Liebe Gottes. Kann eine Tätigkeit, fragt Bedreddin, die einen Menschen zu Gott führt, verboten werden. Kann ein solches Vorgehen einem Muslim entsprechen?

### Das Gott-Mensch-Verhältnis
Die Vorstellung Gottes ist bei Bedreddin nicht eindeutig. Sie ist mal pantheistisch, mal monistisch, mal monotheistisch. Gott ist eine Ursubstanz, die sich in den sichtbaren Formen des Diesseitigen ausdrückt. Damit wäre auch die Schöpfungsgeschichte selbst als ein einmaliger Akt nicht mehr zu halten. Zwar spricht er oft vom Akt der Schöpfung und den Absichten eines schöpferischen Gottes, der einen ausgeprägt anthropomorphen Charakter bekommt, doch ist seine Vorstellung von den beiden Welten durchaus geeignet, Gott als ein undefinierbares, gestaltloses und getriebenes Etwas zu sehen, dem die Schöpfung entspringt, ohne dass es dafür einer besonderen Absicht bedarf. Aus diesem Grunde kann die Welt für Bedreddin nur ohne Anfang und ohne Ende sein. Er gerät auch an dieser Stelle in einen Widerspruch mit der Vorstellung des Jüngsten Gerichts.
Nach Bedreddin ist der Wille Gottes wesensbedingt, kann in keiner Sprache erklärt werden. Wesensbedingt bedeutet hier, dass eine Wesenheit keinen anderen Grund zu ihrer Existenz benötigt als sich selbst. Es bedeutet aber zugleich auch eine Abhängigkeit, nicht anders sein zu können. Gott kann sich nicht dagegen wehren, eine Form anzunehmen. Er lässt sich aber nicht auf seine jeweilige Form reduzieren. Im Wesen Gottes ist die Neigung des Aus-Sich-Tretens und des Sichtbar-Werdens, die sich in sichtbaren Dingen verwirklichen. Auch die Liebe entstammt dieser Neigung und ist wesensbedingt. Also ist auch die Neigung wesensbedingt, wie der Wille Gottes. Gott als der Urgrund, mit der Neigung ausgestattet, sich zu Formen zu konzentrieren und aus sich herauszutreten, hat folglich keinen Anfang. Daraus folgt auch, dass die Welt kein Ende besitzen kann – eine den Ankündigungen des Koran deutlich widersprechende Position.

### Der Weg des Menschen, das Schicksal und die Entschlossenheit
Der Mensch steht im Mittelpunkt von Bedreddins Anschauung. Die religiöse Überlieferung von der Gottebenbildlichkeit des Menschen sei nicht bildlich gemeint, sondern geistig. Gott sei fern von allen sinnlich erfassbaren Bildern. Sinnlich erfassbare Bilder gehören in die Wirklichkeit der menschlichen Sphäre (âlem). Das Abbild besteht auf diesen Stufen aus dem Eigentlichen. Und das Eigentliche des Menschen ist seine Erschaffung nach dem Ebenbild Gottes.
Der besondere Stellung des Menschen beruht ihm zufolge darauf, dass dieser als einziges Lebewesen Kenntnis von den göttlichen Namen habe. Der Mensch pendele zwischen Gott-Sein und Erdenwesen-Sein, obwohl er die Verkörperung des inneren Gesichtes des Göttlichen sei. Das Ziel der Entwicklung des Menschen sei die Stufe des insan-i kâmil, des wissenden oder weisen Menschen. Dieser sei von der Erfüllung religiös vorbestimmter Rituale und Vorschriften entbunden, da ihm das verschleierte Geheimnis selbst sichtbar geworden sei. Wie jedoch wird das Geheimnis entschleiert? Sich dem verschleierten Geheimnis nähern heißt für Bedreddin, zwischen dem Sein und dem Nicht-Sein zu pendeln, sich vom Sichtbaren, das scheinbar und vergänglich ist, zu lösen. Hier zeigt sich Bedreddins Nähe zu Vorstellungen der Bâtinî.
Bezogen auf die Frage der Schicksalhaftigkeit der Welt unterscheidet Bedreddin zwischen „wissenden“ und „unwissenden“ Menschen. Der „wissende Mensch“ wisse um Gott als Ursprung seiner selbst und somit auch seines Handelns. Demgegenüber fasse der „unwissende“ Mensch Gott und sich selbst als getrennt auf und erliege entweder der irrigen Annahme von vollkommener Freiheit oder von Prädestination.

### Absage an die Jenseitsvorstellung des Korans
Das Diesseits und das Jenseits sind für Bedreddin zwei Aspekte einer Welt, die zusammen Gott darstellen. Insbesondere in den Fragen des Jenseits setzt er sich entschieden von der Orthodoxie ab. Die islamische Vorankündigung des Jüngsten Gerichts und der Auferstehung von den Toten wird für ihn durch die immer gegenwärtige Einheit des Seienden gegenstandslos. Bedreddins Vorstellungen, dass weder Gott noch die Welt über einen Anfang und ein Ende verfügen und der Schöpfungsakt auf die Auflösung und die Neuverdichtung der göttlichen Substanz zurückzuführen ist, macht eine Rückkehr zu orthodoxen islamischen Positionen unmöglich. Dabei gehört die Vorankündigung des Jüngsten Tages (Yaum al-qiyama) zu den wichtigsten Grundsätzen des islamischen Bekenntnisses. Erst die Akzeptanz dieser „Tatsache“ macht den orthodoxen Muslimen aus. Bedreddin löst sich teilweise von der Vorstellung eines drohenden und strafenden Gottes. Er befürchtet, man würde nur des zu erwartenden Lohnes im Jenseits wegen und nicht um des Glaubens selbst willen glauben.
Bedreddin unterscheidet zwei Welten, eine Welt des Sichtbaren und eine des unsichtbaren Geistes (alemi-gayb, melekût), die der Engel und der Seelen. Er nennt die unsichtbare Welt auch das Land der Träume. Hierher gehören die gereinigten Gattinnen [Hûri: d. Verf.], Paläste, Früchte und ihnen Gleichendes. Auch der Dschin [Geistwesen: d. Verf.] gehört in die Welt der Träume, obwohl die, die ihn sehen, glauben ihn in dieser Welt gesehen zu haben. Auch die geheime Welt ist in seinem Wesen Gott. Sein Geheimnis ist nur scheinbar. Alle Daseinsstufen befinden sich in der Welt der Dinge, wenn diese Dinge verschwinden, bleibt nichts außer den Seelen [ruh: d. Verf.], und die entkleideten, abstrakten Wesen übrig.
Zu allen Zeiten hätten Muslime die die unmittelbare Ankunft des Jüngsten Gerichts erwartet. Bedreddin hat eine eigene Deutung des Jüngsten Tages. Soweit bekannt schreibt er, dass kıyamet [der Jüngste Tag] das Auslöschen der Erscheinung einer Person und seiner [Herrschaft über die] Attribute bedeutet. Der Jüngste Tag ist für ihn nichts anderes als der Tod des Einzelnen. Da sich die Seele und die Substanz nach seiner Ansicht nicht aufteilen lassen, beginnt nach der Auflösung ein neues Zusammenfügen der Substanz.
Bedreddin bleibt im Rahmen mystischer Einheitsvorstellungen und führt sie konsequent fort. Den Lohn für gläubiges Leben verlagert Bedreddin daher vom Jenseits in ein diesseitiges, selbstverantwortetes, göttlich-ethisches Verhalten. Doch wie in dieser Einheitsvorstellung Gottes der für das Böse verantwortliche Teufel zu denken ist, verschweigt Bedreddin wohlwissentlich. Hier löst sich die Einheit des Seins und grenzt in üblich-orthodoxer Manier den Teufel, Iblis, vom Göttlichen ab.

### Ergebung bedeutet Emanzipation
Bedreddin legt der Allmacht Gottes Beschränkungen auf. Laut Bedreddin könne dieser nichts wollen, was der Qualität der Dinge widerspricht. Sein Wollen verwirklicht sich entsprechend der Natur der Dinge. Der Allmächtige ist also nicht allmächtig. Es gebe keinen Wesensunterschied zwischen Gott und dem Menschen, also auch keinen in der Freiheit. Der Mensch solle akzeptieren, dass er selbst Gott sei und den Willen und die Tätigkeit sich selbst zuschreiben. Was man Gott zuspricht, steht auch dem Menschen zu. Bedreddin durchlöchert das Dogma der fatalistischen Gebundenheit des Einzelnen an ein vorbestimmtes göttliches Schicksal (kismet) und begründet zugleich eine neue Abhängigkeit. Aus dieser Gebundenheit könne es kein Entweichen geben. Solche Gedanken waren und sind, insbesondere wenn sie im Falle Bedreddins von dem höchsten Richter des Landes stammen, für die sunnitische wie auch schiitische Orthodoxie Gotteslästerungen. Der orthodoxe Islam spricht zwar vom Recht des Einzelnen über das Ich (li nafsika ‘alaika haqqun = Du selbst hast dir gegenüber Rechte), beginnt dieses aber zugleich zu regeln, indem er sehr detaillierte Bestimmungen über ein sittlich-geistiges Leben festsetzt.

## Spätere Beurteilung und literarische Rezeption
Für Yavsî Muhammed Muhiyiddîn Imâdi (gestorben 1516) ist Bedreddin ein Sultan in den Reihen der Wissenden von Gott und Glauben. Ganz anders sein Sohn, der berühmte Scheich-ül-islam Kanunî Sultan Süleymans, Ebussuûd Efendi, der als ranghöchster Geistlicher zur berühmtesten Figur islamischer Inquisition emporstieg. Auf ihn gehen Bedreddin und seine Vâridat betreffende Rechtsurteile zurück, worin die Anhänger Bedreddins als offenkundig Ungläubige eingeschätzt wurden, die getötet werden müssen.
Die Bedreddin-Rezeption hat sich mit der Zeit gewandelt. Im Jahre 1900 stellte der deutsch-türkische Publizist Friedrich Schrader unter dem Pseudonym „I. Schiraki“ (= Ischtiraki) in der Kulturbeilage des SPD-Parteiblattes Vorwärts „Die Neue Welt“ Scheich Bedreddin und seinen Gefährten und Jünger Börklüce Mustafa als erste „mohammedanische Kommunisten“ vor. Der türkische Poet Nazim Hikmet verfasste im Gefängnis in Bursa 1932–1934  sein berühmtes „Epos vom Scheich Bedrettin“ nachdem er eine „Schrift über Bedreddin“ gelesen hatte, und ihm bewusst wurde, wie nahe er den Ideen des marxistischen Sozialismus gestanden hatte (1936).
Das islamische Lager in der Türkei versucht gegenwärtig mit Vehemenz den Gelehrten Bedreddin aus dem heterodoxen Lager herauszulösen und in das islamische Lager zu integrieren.